# Dzirciems (Rīga)
Dzirciems est un voisinage du district de Kurzeme à Riga en Lettonie.

## Géographie
Dzirciems est voisin des quartiers  d'Iļģuciems, Ķīpsala, Āgenskalns, Zasulauks et Imanta.
Le quartier est limité par les rues Slokas iela, Dagmāras iela, Lilijas iela, Tvaikoņu iela, Daugavgrīvas iela, Kliņģeru iela, Kuldīgas iela, Slokas iela, Jūrmalas gatve et par le canal de Zund.
La superficie totale du quartier de Dzirciema est de 2,444 km2, soit environ la moitié de la superficie moyenne des quartiers de Riga.
La longueur du périmètre du quartier est de 7 689 mètres.
Le parc Dzegužkalns, qui est le point culminant de Riga avec 28 mètres d'altitude, est situé à Dzirciems. 
L'Université Stradiņš, l'Institut de stomatologie ainsi que l'usine de laques et de peintures de Riga sont situés a Dzirciem.

## Transports
- Bus: 	 3., 4., 4z., 13., 21., 30., 37., 38., 39., 41., 46., 54., 63.
- Trolleybus:9., 25.
- Tramway :	1 2 5